# São Pedro do Piauí (ort)
São Pedro do Piauí är en ort i Brasilien.   Den ligger i kommunen São Pedro do Piauí och delstaten Piauí, i den östra delen av landet, 1 200 km nordost om huvudstaden Brasília. São Pedro do Piauí ligger 263 meter över havet och antalet invånare är 7 408.
Terrängen runt São Pedro do Piauí är platt, och sluttar österut. Närmaste större samhälle är Água Branca, 10,0 km öster om São Pedro do Piauí.
Omgivningarna runt São Pedro do Piauí är huvudsakligen savann. Runt São Pedro do Piauí är det ganska tätbefolkat, med 139 invånare per kvadratkilometer.